# Timi Yuro
Rosemary Victoria Yuro (4 de agosto de 1941 – 30 de marzo de 2004), conocida profesionalmente como Timi Yuro, fue una cantante estadounidense. A veces llamada "la pequeña chica con una gran voz", es considerada una de las primeras estilistas del blue-eyed soul de la era del rock. Yuro poseía un rango vocal contralto. Según un crítico, "su voz profunda, estridente, casi masculina, entrega escalonada y el sollozo ocasional crearon una presencia musical convincente".

## Primeros años
Yuro nació en Chicago, Illinois, el 4 de agosto de 1941, en una familia italoamericana cuyo nombre original pudo haber sido Aurro. En el momento de su nacimiento, sin embargo, la familia utilizó la ortografía Yuro. En 1952, la joven Rosemary se mudó con su familia a Los Ángeles, donde cantó en el restaurante italiano de sus padres y, a pesar de su oposición, en clubes nocturnos locales antes de llamar la atención del cazatalentos Sonny Knight.

## Carrera
Firmó con Liberty Records en 1959, tuvo un sencillo número 4 de Billboard en 1961 con "Hurt", una balada de R&B que había sido un éxito temprano para Roy Hamilton. La grabación de Yuro fue producida por Clyde Otis, quien había trabajado previamente con Brook Benton y Dinah Washington. Más tarde ese año grabó como dúo con Johnnie Ray. Ella trazó algunos éxitos menores adicionales, incluyendo "Smile" (n.º 42), abrió para Frank Sinatra en su gira de 1962 por Australia, y recibió una nominación al Grammy de 1962 al Mejor Artista Nuevo de 1961 (perdiendo ante Peter Nero).
En 1962, Bob Johnston y Otis produjeron el sencillo de Yuro "What's a Matter Baby (Is It Hurting You?)", que llegó al número 12 en la lista de pop de Billboard. Tanto en "Hurt" como en "What's a Matter Baby", Yuro mostró un estilo vocal emocional pero elegante que tenía una deuda con la cantante Washington y otros cantantes de jazz negro. Muchos oyentes a principios de la década de 1960 pensaron que Yuro era negra. Su sencillo "The Love of a Boy" alcanzó el número 44 en 1962. Fue arreglado y coescrito por Burt Bacharach, pero Yuro se negó a grabar su continuación sugerida, "What the World Needs Now Is Love".
Al año siguiente, Liberty lanzó Make the World Go Away, un álbum de estándares de country y blues. La cantante en su pico vocal, esta grabación incluye la exitosa canción principal. (más tarde un éxito más grande para Eddy Arnold, con quien la canción se asocia generalmente), una versión de "Permanently Lonely" de Willie Nelson, y dos tomas diferentes de blues de "I 'm Movin' On". Yuro también fue conocido por reelaboraciones conmovedoras de los estándares estadounidenses populares, como "Let Me Call You Sweetheart", "Smile" y "I Apologize". Recorrió Europa en 1963 y apareció en el programa de televisión británico Ready Steady Go!. Sin embargo, en los Estados Unidos su imagen se estableció como intérprete de cabaret, en lugar de como cantante de soul.
En 1964, Yuro se había mudado a Mercury Records, pero su primer disco para el sello, "You Can Have Him", arreglado por Jack Nitzsche, solo entró en la lista y fue su último éxito. Sin embargo, su álbum The Amazing Timi Yuro, producido por Quincy Jones, fue un éxito artístico. Según un crítico, "su voz profunda, estridente, casi masculina, entrega escalonada y el sollozo ocasional crearon una presencia musical convincente".
Los registros posteriores no tuvieron éxito, aunque un lado B, "Can 't Stop Running Away", fue más tarde popular en el circuito de Northern soul del Reino Unido. En la década de 1960, Yuro hizo dos apariciones en televisión en The Ed Sullivan Show y fue invitada en American Bandstand, Where the Action Is y The Lloyd Thaxton Show. En 1967, apareció en una película en blanco y negro en Filipinas como estrella invitada junto a los comediantes filipinos Dolphy y Panchito en una comedia titulada Buhay Marino ("Life of a Sailor"), una película lanzada por Wag-Wag Productions, Inc. Antes de eso, Yuro también apareció como invitado en el programa de televisión Student Canteen presentado por Leila Benítez de CBN (ahora ABS-CBN) en Aduana, Manila, y después, hizo un concierto de canto en el Coliseo Araneta (ahora Coliseo Smart Araneta). En ese momento, el cantante era muy popular en Filipinas. Volvió a firmar por Liberty Records en 1968 y grabó en Londres.
A finales de 1960, Yuro había actuado en lugares de Londres a Las Vegas. Apareció en los clubes de los gemelos Kray en Londres, ya que era una de las favoritas de Reggie Kray. En 1965 y 1968, cantó en el Festival de Música de Sanremo, el concurso de música más popular de Italia. Sin embargo, su carrera perdió su impulso inicial y dejó el negocio de la música por completo después de su matrimonio en 1969.

### Carrera posterior
En 1981, Yuro intentó un regreso en los Países Bajos, actuando como invitado de honor en la televisión nacional holandesa. Volvió a grabar una versión de "Hurt" que alcanzó el número 5 en las listas de pop holandesas. También firmó con el sello discográfico holandés Dureco para grabar un nuevo álbum, All Alone Am I; llegó al número 1 en las listas de álbumes holandesas y finalmente fue certificado como disco de oro. Con estos éxitos, Yuro se trasladó a los Países Bajos y continuó con una serie de sencillos y álbumes de éxito. Después de que sus ventas de discos comenzaron a disminuir allí a mediados de la década de 1980, Yuro regresó a los Estados Unidos. Su última grabación fue el álbum de vinilo Today, que fue lanzado en 1982 por Ariola y producido por su viejo amigo y colaborador Willie Nelson. En 1990, el disco fue reeditado como un CD, remasterizado y remezclado por la propia Yuro en su propio sello Timi y titulado Timi Yuro Sings Willie Nelson.

## Enfermedad y muerte
Fue diagnosticada con cáncer de garganta en la década de 1990, y murió a la edad de 63 años en 2004 en Las Vegas, Nevada.

## Influencia
El trabajo de Yuro es admirado en los Estados Unidos, así como en el Reino Unido y los Países Bajos. Según el obituario en Las Vegas Sun, el periódico de su ciudad natal, el fanático más famoso de Yuro fue probablemente Elvis Presley, quien comandó su propia mesa en el casino donde Yuro encabezó a fines de la década de 1960. (Presley tuvo un top 10 country hit y top 30 pop hit con su versión de 1976 de "Hurt".) En abril de 2004, Morrissey anunció la muerte de Yuro en su sitio web oficial, describiéndola como su "cantante favorita". (Morrissey también grabó una versión de "Interlude" de Yuro con Siouxsie Sioux en 1994). P. J. Proby conocía a Yuro de su época en Hollywood, y a menudo lo menciona durante sus actuaciones de "Hurt".
Elkie Brooks grabó una versión del clásico de Yuro "What's a Matter Baby" en su álbum de 1988 Bookbinder's Kid. Yuro quedó tan impresionada con la versión, que contactó a Brooks mientras estaba en una gira por el Reino Unido, y los dos se mantuvieron en contacto.
Yuro encontró el éxito en las pistas de baile del norte de Inglaterra en las décadas de 1970 y 1980, cuando Northern soul DJs defendieron sus canciones, "It 'll Never Be Over for Me" y "What' s a Matter Baby". El primero ha seguido siendo una importante pista del alma del norte; este último fue cubierto por The Small Faces como la cara B de su sencillo debut en 1965 y relanzado en Kent Records en la década de 1980.
La grabación de 1962 de Yuro de "Satan Never Sleeps" es el tema musical que suena en los créditos iniciales de la película de 1962 del mismo nombre. También se reproduce en los créditos finales de la película documental de Penny Lane de 2019 Hail Satan?.

## Discografía

### Álbumes
- Hurt!!!!!!! (Liberty Records 7208, 1961)
- Soul (Liberty Records 7212, 1962)
- Let Me Call You Sweetheart (Liberty Records 7234, 1962)
- What's a Matter Baby (Liberty Records 7263, 1963)
- The Best of Timi Yuro (Liberty Records 7286, 1963)
- Make the World Go Away (Liberty Records 7319, 1963)
- The Amazing Timi Yuro (Mercury Records 60963, 1964)
- Timi Yuro (Sunset Records 5107, 1966)
- Something Bad on My Mind (Liberty Records 7594, 1968)
- Live at PJ's (Liberty Records, 1969)
- The Very Best of Timi Yuro (Liberty Records LBR 1034) 1980
- All Alone Am I (Dureco Benelux 77.011, 1981)
- I'm Yours (Arcade, 1982)
- Today (Ariola, 1982)

### Colecciones de CD
- Hurt! The Best of Timi Yuro (Liberty Records, 1963 /EMI Records, 1992)
- Timi Yuro – 18 Heartbreaking Songs (Intermusic, 1993 – RMB 75061)
- Timi Yuro: The Lost Voice of Soul (RPM Records, 1993 – RPM-117)
- Timi Yuro: The Voice That Got Away (RPM Records, 1996 – RPM-167)
- The Amazing Timi Yuro: The Mercury Years (Spectrum Music – Universal International (UK), 2005 – 982-596-5)
- Timi Yuro: The Complete Liberty Singles (Real Gone Music, 2012 – RGM-0066)
- Timi Yuro: I'm a Star Now Rarities 1956–1982 (RPM RECORDS, 2014 – RPM-955)
- Timi Yuro: Hurt!/Live at PJs (Liberty Bell, 1986 – LST-7208, Italy, 2 lps on 1 cd)
- Timi Yuro: Something Bad on My Mind/The Unreleased Liberty Collection(Morello Records, 2015 – MRLLX-50)

### Sencillos
| Año  | Canción                                    | Posiciones en las listas | Posiciones en las listas | Posiciones en las listas |
| Año  | Canción                                    | US                       | US AC                    | US R&B                   |
| ---- | ------------------------------------------ | ------------------------ | ------------------------ | ------------------------ |
| 1961 | "Hurt"                                     | 4                        | 2                        | 22                       |
| 1961 | "I Apologize"                              | 72                       | 19                       | —                        |
| 1961 | "Smile"                                    | 42                       | 9                        | —                        |
| 1961 | "She Really Loves You"                     | 93                       | —                        | —                        |
| 1961 | "I Believe" (con Johnnie Ray)              | —                        | —                        | —                        |
| 1962 | "Let Me Call You Sweetheart"               | 66                       | 15                       | —                        |
| 1962 | "I Know (I Love You)"                      | —                        | —                        | —                        |
| 1962 | "What's a Matter Baby (Is It Hurting You)" | 12                       | —                        | 16                       |
| 1962 | "The Love of a Boy"                        | 44                       | —                        | —                        |
| 1963 | "Insult to Injury"                         | 81                       | —                        | —                        |
| 1963 | "Make the World Go Away"                   | 24                       | 8                        | —                        |
| 1963 | "Gotta Travel On"                          | 64                       | —                        | —                        |
| 1964 | "Permanently Lonely"                       | 130                      | —                        | —                        |
| 1964 | "Call Me"                                  | —                        | —                        | —                        |
| 1964 | "A Legend in My Time"                      | —                        | —                        | —                        |
| 1964 | "I'm Movin' On"                            | —                        | —                        | —                        |
| 1964 | "If"                                       | 120                      | —                        | —                        |
| 1964 | "I Got It Bad (And That Ain't Good)"       | —                        | —                        | —                        |
| 1965 | "You Can Have Him"                         | 96                       | —                        | —                        |
| 1965 | "I Can't Stop Running Away"                | —                        | —                        | —                        |
| 1965 | "Big Mistake"                              | —                        | —                        | —                        |
| 1965 | "E Poi Verrà L'Autunno / Ti Credo"         | —                        | —                        | —                        |
| 1966 | "Once a Day"                               | 118                      | —                        | —                        |
| 1966 | "Don't Keep Me Lonely Too Long"            | —                        | —                        | —                        |
| 1966 | "Turn the World Around the Other Way"      | —                        | 37                       | —                        |
| 1967 | "Why Not Now"                              | —                        | —                        | —                        |
| 1969 | "It'll Never Be Over for Me"               | —                        | —                        | —                        |
| 1975 | "Southern Lady"                            | 108                      | —                        | —                        |